# Station Gdańsk Główny
Station Gdańsk Główny (tot 1945 Danzig Hauptbahnhof) is het hoofdstation van de Poolse stad Gdańsk. Het spoorwegstation heeft 5 perrons in gebruik, waarvan 2 voor Szybka Kolej Miejska en 3 in gebruik door Polskie Koleje Państwowe. Het station heeft hetzelfde ontwerp als het Station Colmar in Frankrijk. De gebouwen zijn dus een soort 'tweelingen'. 